# 센텐드레

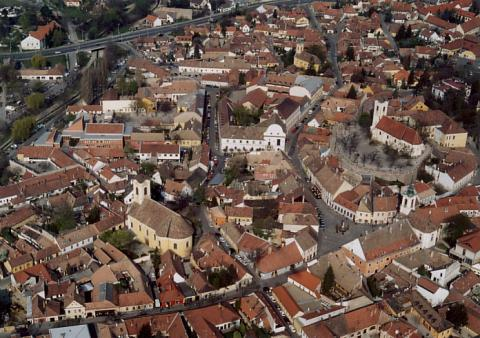
센텐드레

센텐드레(헝가리어: Szentendre, 크로아티아어: Senandrija 세난드리야, 독일어: Sankt Andrä 장크트안드레[*], 세르비아어: Сентандреја, Sentandreja 센탄드레야, 슬로바키아어: Svätý Ondrej 스베티온드레이)는 헝가리 페슈트 주에 위치한 도시로 면적은 43.83km2, 인구는 25,963명(2011년 기준), 인구 밀도는 592명/km2이다. 수도 부다페스트 근교에 위치한다.
많은 박물관과 전시관, 예술가로 유명한 곳이며 아름다운 경관과 편리한 철도, 선박의 접근으로 인해 부다페스트를 찾는 관광객들의 행선지로도 유명하다.

시 문장

## 인구
| 연도 | 인구   | ±%     |
| ---- | ------ | ------ |
| 1870 | 4,683  | —      |
| 1880 | 4,229  | −9.7%  |
| 1890 | 4,260  | +0.7%  |
| 1900 | 4,822  | +13.2% |
| 1910 | 5,673  | +17.6% |
| 1920 | 5,877  | +3.6%  |
| 1930 | 7,210  | +22.7% |
| 1941 | 9,651  | +33.9% |
| 1949 | 9,283  | −3.8%  |
| 1960 | 10,466 | +12.7% |
| 1970 | 13,008 | +24.3% |
| 1980 | 16,901 | +29.9% |
| 1990 | 19,351 | +14.5% |
| 2001 | 22,747 | +17.5% |
| 2011 | 25,963 | +14.1% |

## 사진

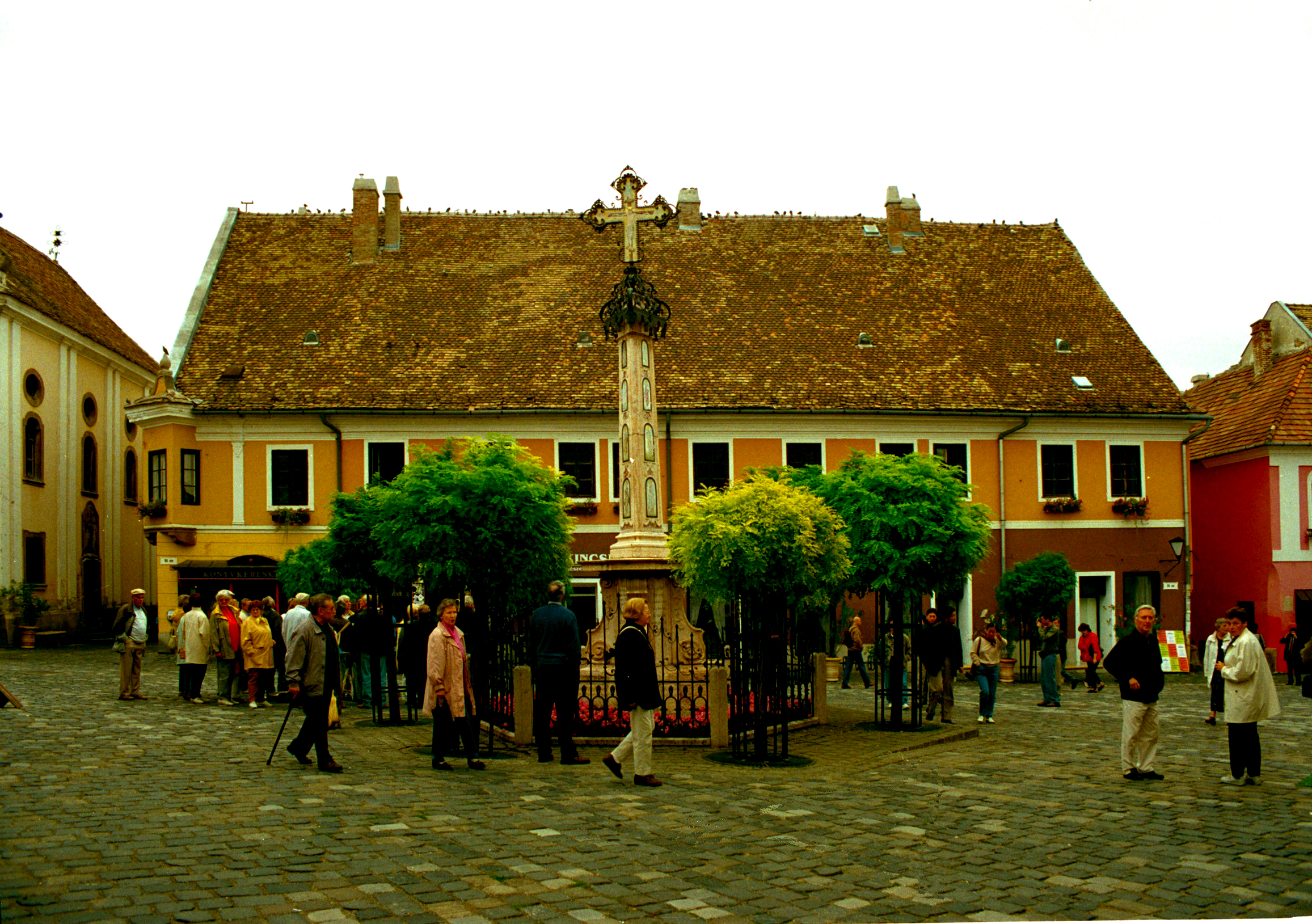
센텐드레 광장
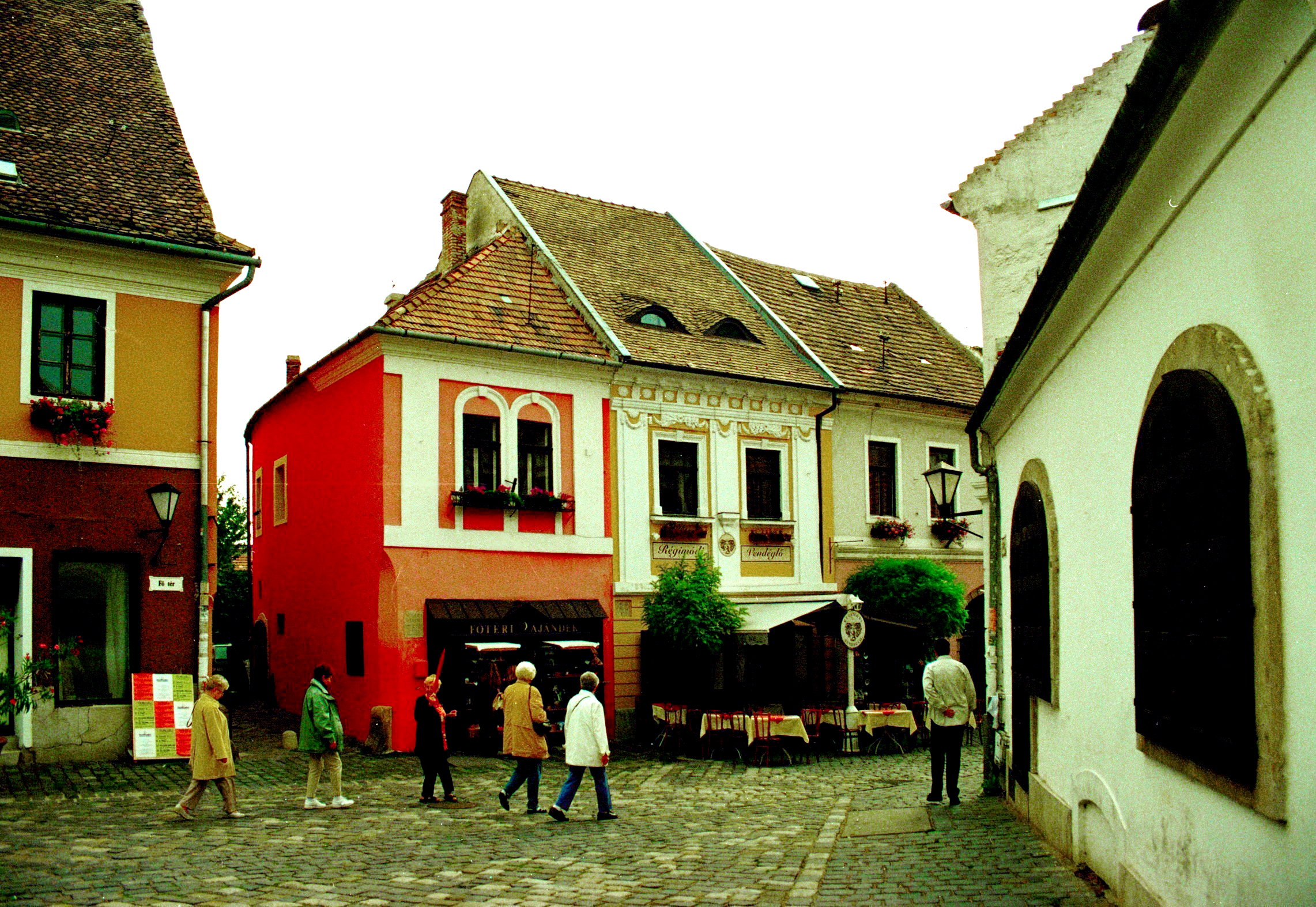
센텐드레 시가지
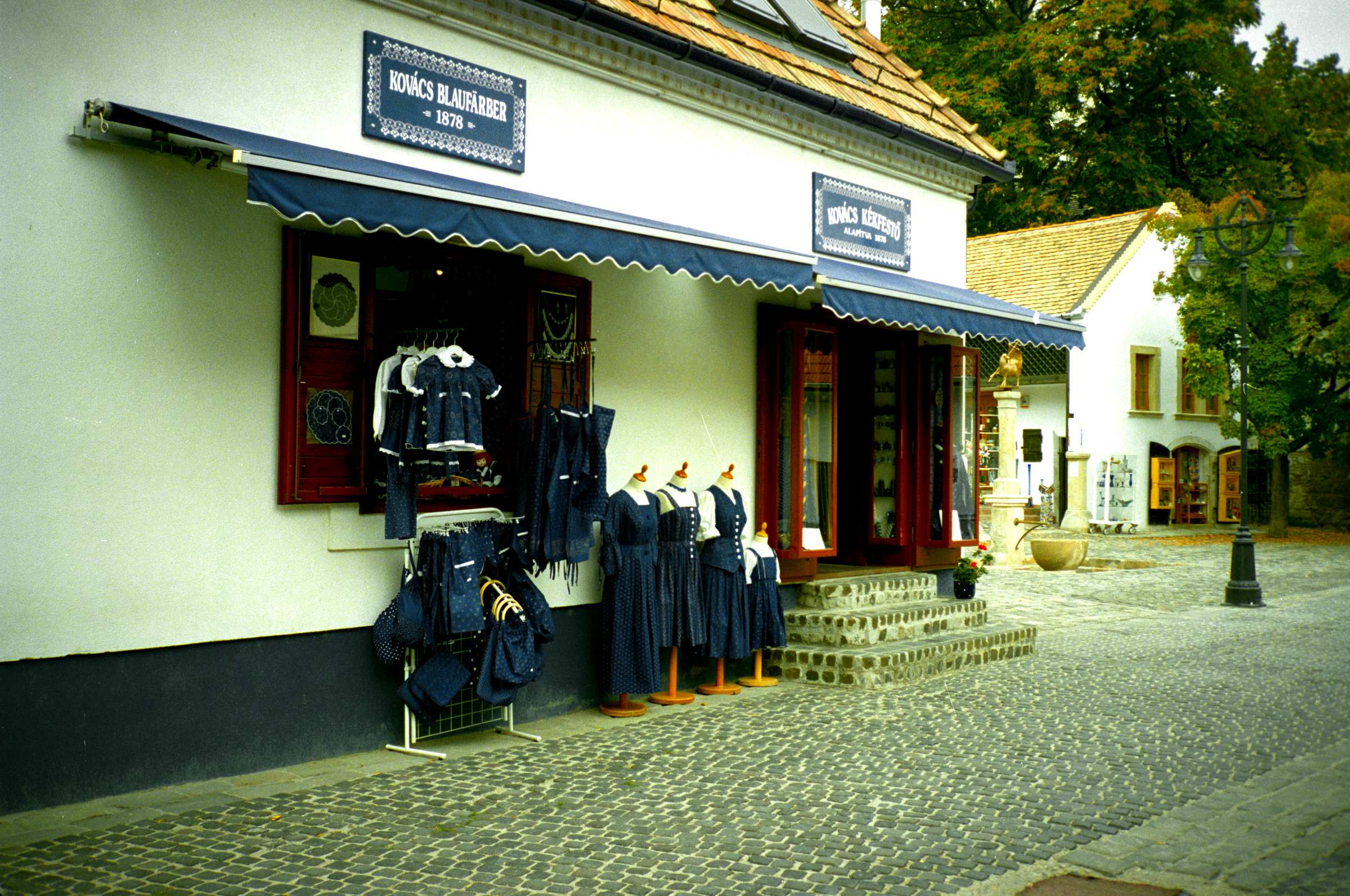
센텐드레의 상점
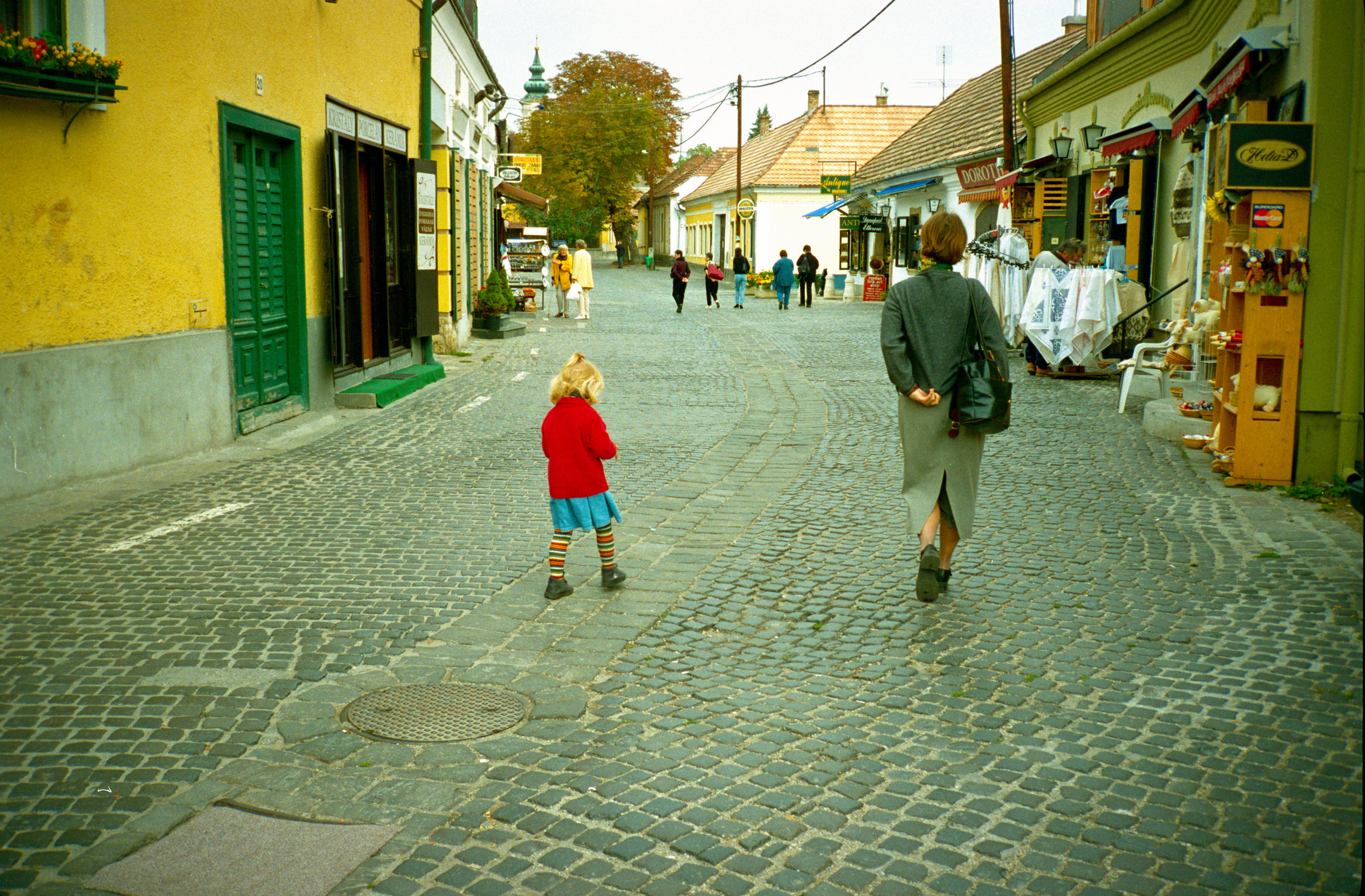
센텐드레의 거리